# الدوري الفنلندي الممتاز 1992
الدوري الفنلندي الممتاز 1992 (بالفنلندية: Veikkausliigan kausi 1992) هو موسم من الدوري الفنلندي الممتاز. فاز فيه نادي هلسنكي.